# Steven Osborne (pianist)
Steven Osborne (12 maart 1971) is een Schotse pianist die in 2002 internationaal doorbrak met zijn opname van Vingt Regards sur l’Enfant-Jésus, van de Franse componist Olivier Messiaen.

## Biografie
Hij kreeg les van Richard Beauchamp, een uitgeweken Nieuw-Zeelander, aan de St. Mary's Music School in Edinburgh. Daarna ging hij naar het Royal Northern College of Music in Manchester, om te studeren bij Renna Kellaway, een in Zuid-Afrika geboren Britse die in 2009 een MBE kreeg. Na zijn studies won Osborne de eerste prijs in de prestigieuze Clara Haskil International Piano Competition in Zwitserland (1991) en de Naumburg International Competition in New York (1997). In 1999 werd hij geselecteerd voor het BBC New Generation Artist-programma. Sindsdien komt hij bijna jaarlijks terug naar de BBC Proms.
In 1998 tekende hij een platencontract bij Hyperion Records, waar hij nog steeds mee samenwerkt. Zijn eerste cd met het BBC Scottish Symphony Orchestra was een viering van zijn Schotse wortels, met opnames van het Scottish Concerto van Sir Alexander Mackenzie en het Piano Concerto in A major van Sir Donald Tovey. Hiermee wonnen ze de 'Best of the Year' award van het BBC Music Magazine en de 'Critics Choice'-prijs van Gramophone magazine. Op zijn volgende cd stond muziek van de hedendaagse Russische componist Nikolai Kapustin - waaronder 13 van zijn Twenty Four Preludes In Jazz Style - die de Deutscher Schallplattenpreis won. In 2002 volgde de cd die Osborne internationaal onder de aandacht bracht: zijn opname van Olivier Messiaens epos Vingt regards sur l'enfant-Jésus. Pianiste Yvonne Loriod, de weduwe van Messiaen, nodigde Osborne uit om het werk van haar overleden man samen met haar te bestuderen. Het resultaat is een "marathon van kracht en tederheid" volgens The Washington Post en op Classical.net wordt Osborne een van de beste hedendaagse uitvoerders van dit stuk genoemd. Hij ontving verder Gramophone Awards voor zijn opnames van Benjamin Brittens Piano Concerto (2009) en werk van Moessorgski en Prokofjev (2013) en Schallplattenpreis Awards voor zijn 24 Preludes van Rachmaninov en Brittens Complete Works for Piano and Orchestra. In 2020 verscheen zijn opname van Prokofjevs Piano Sonatas 6, 7 & 8, de zogenaamde "Oorlogssonates", zijn dertigste albumrelease op het Hyperion platenlabel.
Steven Osborne werkte met grote orkesten zoals het Yomiuri Nippon Symphony Orchestra, het Deutsches Symphonie-Orchester Berlin, Salzburg Mozarteum Orchestra, Finnish Radio Symphony Orchestra, Bergen Philharmonic Orchestra, Residentie Orkest, Sydney Symphony Orchestra, Hong Kong Philharmonic Orchestra en het Dallas Symphony Orchestra en met bekende dirigenten als Christoph von Dohnányi, Alan Gilbert, Vladimir Ashkenazy, Ludovic Morlot, Leif Segerstam, Andrew Litton, Ingo Metzmacher, Vladimir Jurowski en Jukka-Pekka Saraste. Daarnaast werkte hij vaak samen met pianist Paul Lewis, violisten Christian Tetzlaff en Lisa Batiashvili en cellist Alban Gerhardt.
Tijdens zijn jaarlijkse passages op de BBC Proms varieerden zijn programma's van Mahlers Des Knaben Wunderhorn met mezzo-sopraan Alice Coote (2009), Rachmaninoffs eerste pianoconcert (2010) met het Ulster Orchestra onder leiding van Paul Watkins, tot Falla's Noches en los jardines de España (2011), Grieg 's pianoconcert met het BBC Philharmonic Orchestra onder leiding van John Storgårds (2012) en Messiaens Turangalîla-Symphonie met Valérie Hartmann-Claverie en het BBC Philharmonic Orchestra onder leiding van Juanjo Mena (2015).
Steven Osborne trad vaak op in België: in Bozar te Brussel en het Concertgebouw te Brugge met het Nationaal Orkest van België, solo in de Handelsbeurs te Gent, in de Koningin Elisabethzaal te Antwerpen met de Antwerp Symphony Orchestra en in deSingel te Antwerpen met deFilharmonie. Begin 2020 trad hij in duet op met de Britse pianist Paul Lewis, waarbij het duo samen aan één piano zat en om de beurt eerste en tweede partij op zich nam. Met dit programma van Franse muziek van het einde van de 19de en begin van de 20ste eeuw (Fauré, Poulenc, Debussy) stonden ze op 12 februari in deSingel. Tien jaar daarvoor stond het duo reeds met een programma van Schubert liederen in deSingel.

## Onderscheidingen
De Royal Philharmonic Society kroonde Osborne tot Instrumentalist of the Year in 2013. In 2014 werd hij lid van de Royal Society of Edinburgh. Hij was artist in residence in Wigmore Hall te Londen, op het Bath International Music Festival, bij de City of Birmingham Symphony Orchestra, de Royal Scottish National Orchestra en in deSingel.